# Студёнкино
Студёнкино — деревня в Коченёвском районе Новосибирской области России. Входит в состав Новомихайловского сельсовета. 

## История
В 1911 году в с.Студенкинском (ныне с.Студенкино) был открыт приход во имя Святой Троицы.  
В состав прихода входили: с.Студенкинское Каинского уезда, деревни: Александровская, Борихлинская и Знаменская. Прихожан - 1541 чел. (по состоянию на 1914 год). 
Также в селе был молитвенный дом. 
Согласно справочной книге по Томской Епархии за 1914 год в селе служили: 
-священник Владимир Владимирович Дмитриевский (возраст 32 года); рукоположен во священника в апреле 1911 года, на приходе - с 15 мая 1911 года. 
- и.д. псаломщика Владимир Николаевич Политов (возраст 24 года); на настоящем месте с 16 января 1913 года.

## География
Площадь деревни — 572 гектара.

## Население
| 2002 | 2007 | 2010 |
| ---- | ---- | ---- |
| 108  | ↘71  | ↘47  |

## Инфраструктура
В поселке по данным на 2007 год отсутствует социальная инфраструктура.